# Броненосці берегової оборони типу «Одін»

«Одін» здійснює салют, картина Х'юго Графа

Броненосці берегової оборони типу «Одін» — два броненосці берегової оборони, побудованих для німецького Імператорського флоту у кінці 19 століття: «Одін», названий на честь бога з скандинавської міфології Одіна та «Егіер», також названий на честь іншого бога зі скандинавського пантеону. Кораблі були настільки подібні до попереднього типу «Зіґфрід», що іноді об'єднуються у один клас.
Як і «Зіґфріди», «Одін» та«Егіер» були вже застарілими на час початку Першої світової війни. Тим не менш вони використовувались за призначенням до 1915, після чого були зняті з бойової служби. Кораблі використовували для виконання різних допоміжних функцій до кінця війни. 17 червня 1919 року обидва кораблі були виключені зі складу флоту та продані компанії А. Берштейна у Гамбурзі. Ця компанія переробила кораблі на суховантажі. У цій якості «Одін» використовувався до 1935 року, поки не був утилізований, у той час як «Егіер» випадково сів на мілину біля Стура Карсе на острові Готланд у 1929 році і був повністю втрачений.